# 董倩
董 倩（とう せん、1971年8月16日 - ）は、中華人民共和国の司会者、ニュースキャスター。満州民族。北京市西城区出身。

## 経歴
原籍は山東省平度県で、1971年8月16日に北京市西城区に生まれた。北京第二実験小学、北京市第八中学を経て、1995、北京大学歴史学科を卒業。同年11月に中国中央電視台に入り、国営放送のメインニュース番組『焦点訪談』のアナウンサーに抜擢された。

## テレビ番組
- 『焦点訪談』
- 『東方之子』
- 『新聞調査』
- 『央視論壇』
- 『新聞1+1』
- 『面対面』
- 『東方時空』
- 『新聞会客庁』

## 栄典
- 2001年、金話筒賞。